# 埃拉蒂區
14°03′S 39°27′E / 14.05°S 39.45°E

埃拉蒂區（葡萄牙語：Eráti），是莫桑比克的行政區，位於該國東北部，由楠普拉省負責管轄，首府設於埃拉蒂，面積5,671平方公里，2007年人口256,715，人口密度每平方公里45人。